# Болеслав (Сілезьке воєводство)
Болеслав (пол. Bolesław) — село в Польщі, у гміні Кшижановиці Рациборського повіту Сілезького воєводства.
Населення — 484 особи (2011).
У 1975-1998 роках село належало до Катовицького воєводства.

## Демографія
Демографічна структура станом на 31 березня 2011 року:
|          | Загалом | Допрацездатний вік | Працездатний вік | Постпрацездатний вік |
| -------- | ------- | ------------------ | ---------------- | -------------------- |
| Чоловіки | 236     | 42                 | 157              | 37                   |
| Жінки    | 248     | 45                 | 144              | 59                   |
| Разом    | 484     | 87                 | 301              | 96                   |